# System gabinetowo-parlamentarny
System gabinetowo-parlamentarny – system rządów, który charakteryzuje przewaga gabinetu nad parlamentem, a głowa państwa pełni jedynie funkcję reprezentacyjną.
- oparty na dwupartyjności
- rząd jest powoływany przez parlament
- nie istnieje zasada separacji władzy
- wybór premiera występuje automatycznie poprzez wybór zwycięskiej partii
- premier może wystąpić z wnioskiem o rozwiązanie parlamentu